# 柳叶润楠
柳叶润楠（学名：[Machilus salicina] 错误：{{Lang}}：文本有斜体标记（帮助））为樟科润楠属下的一个种。种加名 salicina 意为“柳叶状的”。